# Martin Henderson
Martin Henderson (Auckland, 8 de octubre de 1974) es un actor neozelandés, más conocido por haber interpretado a Stuart Neilson en la serie Shortland Street (1992-1995) y por su actuación como Noah Clay en la película de terror de 2002 The Ring. Más adelante ha participado en la serie dramática médica estadounidense Off the Map como el Dr. Ben Keeton (2011), la serie dramática médica Grey's Anatomy como el Dr. Nathan Riggs (2015-2017), el drama romántico de Netflix Virgin River como Jack Sheridan ( desde 2019).

## Biografía
Henderson nació en Auckland, hijo de Ian y Veronica Henderson. Se divorciaron cuando él tenía cinco años. Comenzó a actuar a los 13 años, apareciendo en Strangers, una producción de televisión local. Asistió a las escuelas primarias Birkenhead, Northcote Intermediate y Westlake Boys High. Jugó al rugby como flanker y su equipo ganó el campeonato en 1990 y 1991. Rechazó ir a estudiar a la universidad cuando tenía 17 años, a favor de actuar.  Inicialmente consideró estudiar ciencias y negocios.
En 1997 se mudó a Estados Unidos, donde tomó un curso de dos años en la escuela de actuación Neighborhood Playhouse.
Fue muy buen amigo del ahora fallecido actor Heath Ledger.

## Carrera
Comenzó a actuar cuando tenía 13 años de edad, participando en Strangers (una producción de televisión local).
A los 17 años, en 1992, Henderson interpretó a Stuart Neilson en la telenovela neozelandesa de máxima audiencia Shortland Street. Interpretó el papel hasta 1995. Shortland Street se convirtió en el drama y telenovela de mayor duración de Nueva Zelanda.  Posteriormente vivió en Australia durante tres años y apareció en varias películas y producciones televisivas australianas, incluidas Echo Point y Home and Away.
El 25 de mayo de 1992 se unió al elenco principal de la serie Shortland Street donde interpretó a Stuart Neilson hasta el 27 de febrero de 1995 después de que su personaje decidiera mudarse a la India.
En 1996 apareció como invitado en la popular serie australiana Home and Away donde interpretó a Geoff Thomas, un joven que tiene una breve relación con Selina Roberts. Un año antes había aparecido en la serie Echo Point donde dio vida a Zac Brennan.
Henderson se mudó a los Estados Unidos en 1997 para seguir una carrera en películas de Hollywood y entrenarse en un programa de dos años en el Neighborhood Playhouse en la ciudad de Nueva York con una visa de estudiante. Para pagar la matrícula, aceptó un trabajo nocturno como repartidor de comida en un restaurante.  
En 2002 obtuvo un papel secundario en el filme de John Woo: Windtalkers donde interpretó al soldado Nellie. Martin participó en el vídeo musical de Britney Spears titulado "Toxic". Ese mismo año se unió al elenco de la película de terror The Ring donde dio vida a Noah Clay, el padre de Aidan Keller con Rachel Keller (Naomi Watts).
En 2004 interpretó a Drew Curtis en la película Perfect Opposites. Ese mismo año obtuvo el papel principal de la película Torque donde interpretó a Ford. También apareció en el filme romántico Bride & Prejudice donde dio vida a una versión moderna de William "Will" Darcy, en la película trabajó con la actriz india Aishwarya Rai. En 2005 trabajó junto a la actriz Cate Blanchett en la película Little Fish donde dio vida a Ray. En 2006 se unió al elenco de la película Flyboys donde interpretó al aviador Reed Cassidy, su personaje estuvo basado en el piloto francés-americano Gervais Raoul Lufbery. En 2007 protagonizó Mr. and Mrs. Smith donde interpretó a John Smith, en la película compartió créditos con la actriz Jordana Brewster. En 2008 apareció en el comercial del automóvil Cadillac CTS. En 2009 apareció en un episodio de la popular serie House donde dio vida a Jeff, el padre de una familia suicida.
En 2011 se unió al elenco de la serie médica Off the Map donde interpretó al doctor Benjamin "Ben" Keeton, hasta el final de la serie ese mismo año. Ese mismo año se unió al elenco de Reconstruction donde interpretó a Jason, un soldado.
En 2013 dio vida a Kyle Dunn, un excirujano y astronauta en The Secret Lives of Husbands and Wives. En 2014 se unió al elenco principal de la serie Secrets and Lies donde interpretó a Ben Gundelach, un hombre de familia que después de encontrar el cuerpo del pequeño Thom Murnane se convierte en el sospechoso principal por lo que tratará de encontrar al verdadero responsable del asesinato. En 2015 aparecerá en la película Everest, donde dará vida a Andrew Harris, un guía neozelandés. La película estará basada en los hechos reales ocurridos durante el desastre del Everest de 1996 en donde varios alpinistas murieron.
En 2016 hizo su primera aparición en la serie Grey's Anatomy donde representa al cardiocirujano Nathan Riggs, quien parece empezar una relación con Meredith Grey (Ellen Pompeo), y finalizó en la temporada 14.
Desde 2019 participa en el drama romántico de Netflix Virgin River.

## Filmografía

### Series de televisión
| Año           | Título              | Personaje      | Notas                           |
| ------------- | ------------------- | -------------- | ------------------------------- |
| 2021          | My Life is Murder   | Will Crove     | 1 episodio                      |
| 2019–presente | Un lugar para soñar | Jack Sheridan  | 42 episodios                    |
| 2015–17       | Grey's Anatomy      | Nathan Riggs   | 48 episodios (temporadas 12–14) |
| 2014–15       | The Red Road        | Harold Jensen  | 6 episodios                     |
| 2014          | Secrets & Lies      | Ben Gundelach  | 6 episodios                     |
| 2013          | Auckland Daze       | Martin         | 3 episodios                     |
| 2012          | Rake                | Joshua Floyd   | 2 episodios                     |
| 2011          | Off the Map         | Dr. Ben Keeton | 11 episodios                    |
| 2009          | House               | Jeff           | episodio "Painless"             |
| 1997–99       | Big Sky             | Scotty Gibbs   | 53 episodios                    |
| 1996          | Sweat               | Tom Nashn      | 26 episodios                    |
| 1996          | Home and Away       | Geoff Thomas   | 7 episodios                     |
| 1995          | Echo Point          | Zac Brennan    | -                               |
| 1992–95       | Shortland Street    | Stuart Neilson | -                               |
| 1990          | Betty's Bunch       | -              | -                               |
| 1989          | Strangers           | Zane           | -                               |

### Películas
| Año  | Título                             | Personaje            | Notas |
| ---- | ---------------------------------- | -------------------- | --- |
| 2016 | Miracles from Heaven               | Kevin Beam           | junto a Jennifer Garner, Kylie Rogers, John Carroll Lynch, Eugenio Derbez & Queen Latifah                          |
| 2015 | Everest                            | Andy Harris          | junto a Jake Gyllenhaal, Clive Standen, Josh Brolin, Michael Kelly, Emily Watson & Jason Clarke                    |
| 2013 | Devil's Knot                       | Brent Davis          | junto a Reese Witherspoon, Dane DeHaan, Mireille Enos, Colin Firth, Kevin Durand, Elias Koteas & Alessandro Nivola |
| 2013 | The Moment                         | John                 | junto a Jennifer Jason Leigh, Alia Shawkat, Marianne Jean-Baptiste, Meat Loaf & Alessandra Torresani               |
| 2013 | Secret Lives of Husbands and Wives | Kyle Dunn            | junto a Perrey Reeves, Laura Allen, Armando Riesco & James Tupper                                                  |
| 2011 | Reconstruction                     | Jason                | junto a Rachelle Lefevre, Emma Bell, Billy Brown, Kyle Davis, Tobias Jelinek, Andy Mackenzie                       |
| 2010 | Home by Christmas                  | Ed (joven)           | junto a Tony Barry, Peter Hambleton, Nick Blake & Jed Brophy                                                       |
| 2009 | Cedar Boys                         | Matthew              | junto a Rachael Taylor, Bren Foster, Ian Roberts, Les Chantery & Daniel Amalm                                      |
| 2007 | Battle in Seattle                  | Jay                  | junto a Rade Serbedzija, Channing Tatum, Charlize Theron, Woody Harrelson & André Benjamin                         |
| 2006 | Smokin' Aces                       | Hollis Elmore        | junto a Ryan Reynolds, Ray Liotta, Joseph Ruskin, Alex Rocco, Wayne Newton, Jeremy Piven & Ben Affleck             |
| 2006 | Flyboys                            | Reed Cassidy         | junto a James Franco, Philip Winchester, Jean Reno & Abdul Salis                                                   |
| 2005 | Little Fish                        | Ray                  | junto a Cate Blanchett, Sam Neill, Hugo Weaving, Noni Hazlehurst, Dustin Nguyen, Joel Tobeck & Lisa McCune         |
| 2004 | Bodas y prejuicios                 | William "Will" Darcy | junto a Aishwarya Rai, Daniel Gillies & Naveen Andrews                                                             |
| 2004 | Perfect Opposites                  | Drew Curtis          | junto a Piper Perabo, Jason Winer, Andrew Keegan, Jennifer Tilly & Marisa Theodore                                 |
| 2004 | Torque                             | Ford                 | junto a Max Beesley, Dane Cook, Monet Mazur, Jay Hernandez & Ice Cube                                              |
| 2003 | Skagerrak                          | Ian/Ken              | junto a Iben Hjejle, Bronagh Gallagher, Ewen Bremner & Gary Lewis                                                  |
| 2002 | The Ring                           | Noah Clay            | junto a Naomi Watts, David Dorfman, Brian Cox, Jane Alexander & Lindsay Frost                                      |
| 2002 | Windtalkers                        | Pvt. Nellie          | junto a Nicolas Cage, Adam Beach, Peter Stormare, Noah Emmerich, Jason Isaacs, Mark Ruffalo & Brian Van Holt       |
| 2000 | The Summer of My Deflowering       | Luke                 | corto - junto a Beth Riesgraf, Valerie Geffner, Austin Pendleton & Victor Argo                                     |
| 1999 | Kick                               | Tom Bradshaw         | junto a Russell Page, Rebecca Yates, Radha Mitchell, Paul Mercurio, Jason Clarke & Kip Gamblin                     |
| 1990 | Raider of the South Seas           | Jack Taylor          | junto a Rachel Crowther, Dean O'Gorman, George Buza, Andy Anderson & Roy Billing                                   |

### Teatro
| Año  | Obra                  | Personaje | Director (a) | Teatro                | Notas                                                          |
| ---- | --------------------- | --------- | ------------ | --------------------- | -------------------------------------------------------------- |
| 2008 | Cat on a Hot Tin Roof | Brick     | Gale Edwards | Victorian Arts Centre | junto a Essie Davis, Gary Files, Chris Haywood & Rebekah Stone |
| 2006 | Fool for Love         | Eddie     | -            | Apollo Theatre        | junto a Juliette Lewis                                         |

### Videos Musicales
| Año  | Título | Personaje                         |
| ---- | ------ | --------------------------------- |
| 2003 | Toxic  | Interés amoroso de Britney Spears |

## Premios y nominaciones
| Año  | Categoría                                            | Premio                  | Serie/Película | Resultado |
| ---- | ---------------------------------------------------- | ----------------------- | -------------- | --------- |
| 2015 | Most Outstanding Actor                               | Logie Award             | Secrets & Lies | Nominado  |
| 2009 | Best Actor                                           | AFI International Award | House          | Nominado  |
| 2005 | Best Supporting Actor                                | AFI Award               | Little Fish    | Nominado  |
| 2005 | Best Actor in a Supporting Role                      | FCCA Award              | Little Fish    | Nominado  |
| 2000 | Best Performance by an an Actor in a Supporting Role | AFI Award               | Kick           | Nominado  |